# بطولة كاريوكا 2005
بطولة كاريوكا 2005 هو موسم من بطولة كاريوكا. فاز فيه نادي فلومينينسي.